# Sébastien Faure (calciatore)
Sébastien Faure (Lione, 3 gennaio 1991) è un calciatore francese, difensore del Limonest.

## Carriera

### Club
Il 21 agosto 2012 firma un contratto triennale con i Rangers, da cui si svincola nel luglio 2015 dopo due promozioni in tre anni (dalla quarta alla seconda serie scozzese) ed una finale playoff persa (per la promozione in massima serie).

### Nazionale
Ha disputato i Mondiali Under-20 del 2011.

## Palmarès

### Club

#### Competizioni nazionali
- Scottish Third Division: 1

Rangers: 2012-2013
- Scottish League One: 1

Rangers: 2013-2014

### Nazionale
- Campionato d'Europa Under-19: 1

2010